# Juan Ibáñez Lugea
Juan Ibáñez Lugea (n. 1905) fue un militar español.

## Biografía
Nació en la localidad navarra de Burguete el 10 de marzo de 1905. Militar profesional, pertenecía al arma de infantería. Salió de la Academia de Toledo en 1926 con grado de oficial. Estuvo destinado en África entre 1927 y 1931, regresando posteriormente a la península. Desempeñó distintos cargos en las logias Tetuán nº64 y Goethe de Bilbao.
En julio de 1936 se encontraba destinado en Bilbao, donde le sorprendió el estallido de la Guerra Civil. Leal a la República, marcharía al frente de una columna hacia Ochandiano, donde resultó gravemente herido. Posteriormente ejerció como director de la Escuela Popular de Guerra de Bilbao, siendo también jefe de Estado Mayor del XIV Cuerpo de Ejército y llegaría a participar en la campaña de Asturias. A la caída del Norte se trasladó a la zona centro-sur republicana.
En abril de 1938 fue nombrado jefe de Estado Mayor del VIII Cuerpo de Ejército, en el frente de Extremadura. Llegó a ostentar el grado de comandante.
En el final de la guerra, partió hacia el exilio en el buque de carga Stanbrook, que zarpó desde el puerto de Alicante el 28 de marzo de 1939. Llegó a Orán, desde donde envió una solicitud de asilo al cónsul de México en Argel fechada el 3 de abril de 1939, mientras todavía se encontraban hacinados los refugiados en el barco. En dicha misiva relataba las malas condiciones existentes a bordo, «a la intemperie y sin la alimentación e higiene» necesarias.